# Rudolf Kraj
Rudolf Kraj (Mělník, 1977. december 5.–) cseh ökölvívó.
186 cm magas.

## Amatőr eredményei
- 2000-ben ezüstérmes az olimpián félnehézsúlyban. A döntőben az orosz Alekszandr Lebzjaktól szenvedett vereséget.
- 2003-ban bronzérmes a világbajnokságon félnehézsúlyban. Az elődöntőben az orosz Jevgenyij Makarenkótól szenvedett vereséget.

## Profi karrierje
2008. március 8-án a WBC cirkálósúlyú világbajnoki kihívói pozíciójáért rendezett mérkőzésen egyhangú pontozással győzte le a veretlen amerikai Matt Godfrey-t.
2008. október 25-én Milánóban a betöltetlen WBC cirkálósúlyú világbajnoki címért kiírt mérkőzésen elszenvedte első vereségét, miután technikai döntéssel (vétlen fejelés miatti pontozás) kikapott az olasz Giacobbe Fragomenitól.
15 mérkőzéséből 14-et nyert meg és egyet vesztett el.